# Ischnomesus hessleri
Ischnomesus hessleri is een pissebed uit de familie Ischnomesidae. De wetenschappelijke naam van de soort is voor het eerst geldig gepubliceerd in 1988 door Kussakin.